# Abel Murrieta Gutiérrez
Abel Murrieta Gutiérrez est un avocat et homme politique mexicain. Il est député de 2015 à 2018 en tant que membre du Parti révolutionnaire institutionnel où il représentait le 6e district du Sonora. Abel Murrieta Gutiérrez est assassiné le 13 mai 2021, alors qu'il distribue des tracts dans la rue en tant que représentant du Movimiento Ciudadano.